# 田村ゆかり Acoustic Tour 2022 *Soundrops*
『田村ゆかり Acoustic Tour 2022 *Soundrops*』（たむらゆかり アコースティックツアー にせんにじゅうに サウンドロップス）は、田村ゆかりの通算22作目の映像作品。Blu-rayは通算16作目となる。2022年11月30日にBlu-rayとDVDが同時リリースされた。

## 概要
2022年6月から7月まで7会場7公演で行われたアコースティックツアー「田村ゆかり Acoustic Tour 2022 *Soundrops*」のZepp DiverCity公演が収録されている。
特典映像は「田村ゆかり Acoustic Tour 2022 *Soundrops* Document Movie」が収録されている。

## 演奏会場
- 宮城：SENDAI GIGS（6月4日）
- 広島：BLUE LIVE HIROSHIMA（6月11日）
- 福岡：Zepp Fukuoka（6月12日）
- 大阪：Zepp Namba（6月18日）
- 愛知：Zepp Nagoya（6月19日）
- 東京：Zepp DiverCity（6月26日）
- 北海道：Zepp Sapporo（7月2日、中止[1]）

## 収録内容
オープニングアクト：風の香りと太陽
1. -MC 1-
2. 蝶々結び
3. -MC 2-
4. 今年いちばん風の強い午後
5. -MC 3-
6. 恋におちて -Fall in love-
7. -MC 4-
8. 別の人の彼女になったよ

田村ゆかり
1. Never Let You Go
2. 楽園巡礼 ~Pilgrim of Eden
3. 砂落ちる水の宮殿
4. -MC 5-
5. ひとりあやとり
6. 雨のパンセ
7. -Short Movie #1-
8. Luv Fanatic
9. Passion Error
10. ナルシスが嘘をつく
11. -Short Movie #2-
12. BITTER SWEET HOLIDAY
13. ひと夏の秘密
14. 教えて ヴィヴァルディ
15. -MC 6-
16. 未来の果てに Escort
17. Exactly
18. ＜Encore＞
19. -MC 7-
20. 恋と夢と空時計
21. -MC 8-
22. ケセラセラ
23. -Epilogue-

特典映像
- 特典映像「田村ゆかり Acoustic Tour 2022 *Soundrops* Document Movie」